# Hillersbach
Der Hillersbach ist ein ca. 20 km langer rechter und nördlicher  Zufluss der Nidder.

## Name
1493 wird der Bach als Hilderichsbach erstmals urkundlich erwähnt. Der Name leitet sich von einem Personennamen ab.

## Geographie

### Verlauf
Der Hillersbach entspringt auf einer Höhe von etwa 576 m ü. NHN südlich von Schotten-Waldsiedlung südlich des Vogelsberges.
Er fließt in Richtung Südsüdwest und mündet schließlich bei Ortenberg-Lißberg auf einer Höhe von ungefähr 116 m ü. NHN von rechts in die Nidder.
Sein etwa 20 km langer Lauf endet 410 Höhenmeter unterhalb seiner Quelle, er hat somit ein mittleres Sohlgefälle von 21 ‰.

### Einzugsgebiet
Das Einzugsgebiet des Hillersbachs liegt im Vogelsberg und im Naturraum Büdinger Wald. Es wird über die Nidder, die Nidda, den Main und den Rhein zur Nordsee entwässert.
Es grenzt
- im Osten und Süden an das Einzugsgebiet der Nidder;
- im Westen an das des Laisbachs, eines Zuflusses der Nidda und
- im Nordwesten und Norden an das des Niddazuflusses Eichelbach.

### Zuflüsse

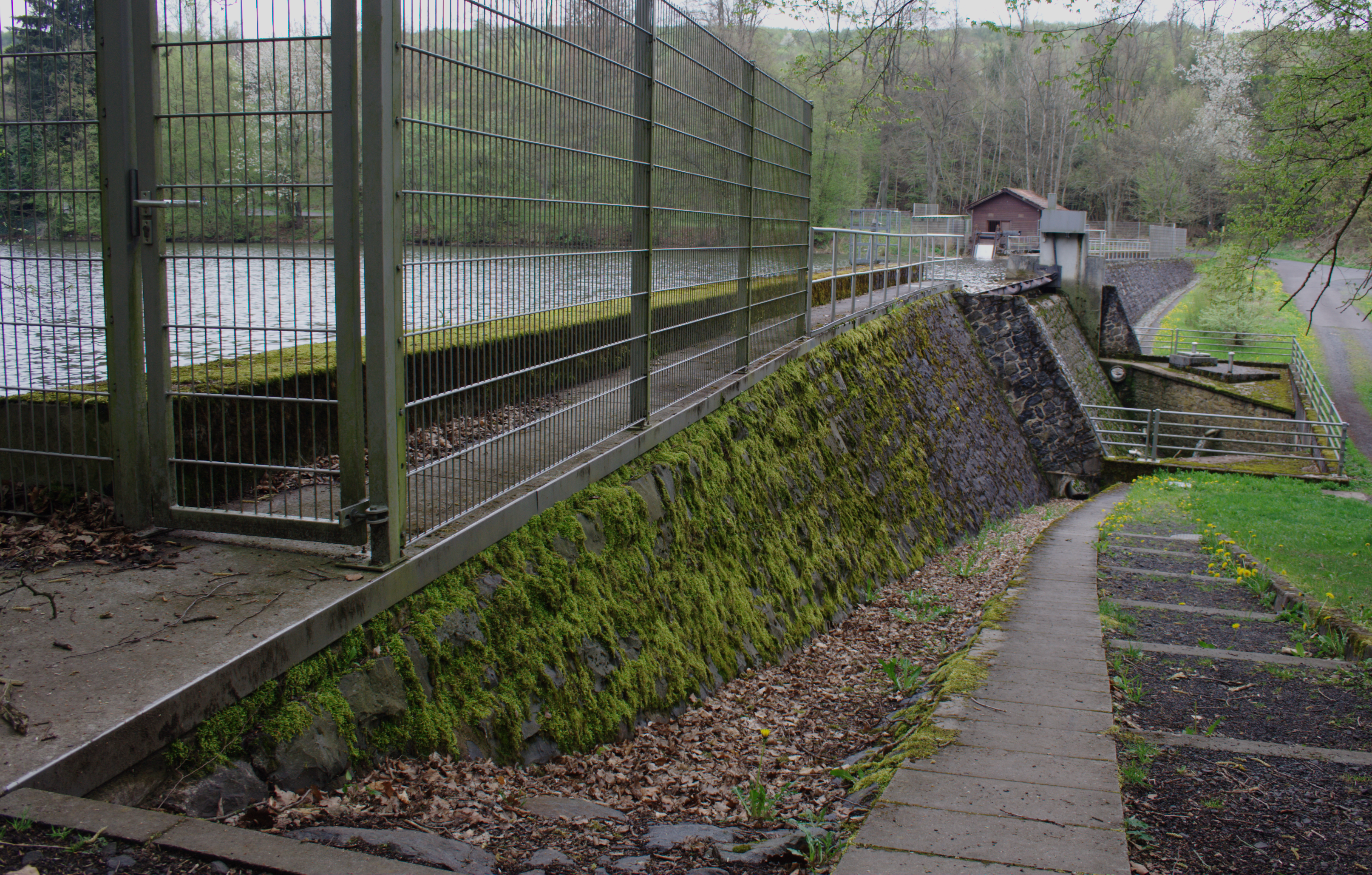
Staumauer des Oberbeckens "Nidderkraftwerk Lißberg"

- Erlenbach (rechts), 2,1 km

### Stauweiher
Auf der Gemarkungsgrenze zwischen Glashütten und Ortenberg liegt der Stauweiher Hillersbach mit einer sieben Meter hohen Staumauer und 162.000 m³ Stauinhalt als Oberbecken des Nidderkraftwerks von Lißberg.

### Flusssystem Nidder
- Fließgewässer im Flusssystem Nidder

### Orte
Der Hillersbach fließt durch folgende Ortschaften:
- Hirzenhain-Glashütten
- Ortenberg-Lißberg